# ستار فوكس 64
ستار فوكس 64 (بالإنجليزية: Star Fox 64)‏ (باليابانية: スターフォックス64) هي لعبة فيديو شوتم أب ثلاثية الأبعاد، أنتجت في سنة 1997 على أجهزة نينتندو 64 وفي 2003 أنتجت على أجهزة آي كوي بلاير، وهي الجزء الرابع من سلسلة ألعاب ستار فوكس، أعيد إنتاج هذه اللعبة في 2011 باسم ستار فوكس 64 3دي.

## روابط خارجية
- ستار فوكس 64 على موقع IMDb (الإنجليزية)